# Robinson (ciruela)
Robinson es una variedad cultivar de ciruelo (Prunus munsoniana o "Goose Plums"), de las denominadas ciruelas americanas.
una variedad de ciruela cuyo origen es de plántula encontrada por Pickett del Condado de Putnam (Indiana), a partir de una semilla traída con él desde Carolina del Norte alrededor de 1835.
Las frutas tienen un tamaño pequeño, redondeado, no comprimido, mitades iguales, color de piel rojo grosella claro, cubierto de pruina espesa,  puntos dispersos, grandes, rojizos, conspicuos, agrupados alrededor del ápice, y pulpa de color amarillo dorado, con textura algo fibrosa, tierna, fundente y de sabor dulce junto a la piel, con cierta astringencia cerca del centro, de sabor suave pero agradable, justo en calidad.

## Sinonimia
- "Goose Plum Robinson".[2][3]

## Historia
'Robinson' es una variedad de ciruela cuyo origen es una plántula cultivada por el Sr. Pickett del Condado de Putnam (Indiana), a partir de una semilla traída con él desde Carolina del Norte alrededor de 1835. En 1879, el Dr. J.H. Robinson leyó un artículo ante la "Sociedad de Horticultura de Indiana" sobre las ciruelas "Chicasaw" (zona del Medio Oeste americano), y dio una descripción muy halagadora de esta ciruela, que había estado cultivando desde 1872. Más tarde, la "Sociedad de Horticultura del Condado de Putnam" la nombró en honor al Dr. Robinson.
La variedad de ciruela 'Robinson' ha sido descrita por : 1.  Ind. Hort. Soc. Rpt. 134. 1883. 2. Am. Pom. Soc. Rpt. 151. 1891. 3. Cornell Sta. Bul. 38:64, 86. 1892. 4. Me. Sta. An. Rpt. 12:67. 1896. 5. Am. Pom. Soc. Rpt. 89. 1897. 6. Wis. Hort. Soc. Rpt. 137. 1899. 7. Wis. Sta. Bul. 87:15. 1901. 8. Waugh Plum Cult. 199. 1901. 9. Kan. Sta. Bul. 101:131. 1901. 10. Ga. Sta. Bul. 67:280. 1904. 11. Ohio Sta. Bul. 162:256, 257. 1905.

## Características
'Robinson' árbol de tamaño variable, tienen un crecimiento caprichoso y no son tan resistentes como algunos otros de la especie, pero donde se pueden cultivar siempre son productivos. La variedad está clasificada por algunos autores entre las que necesitan polinización cruzada para asegurar grandes cosechas.
'Robinson' tiene una talla de fruto de tamaño pequeño, de forma redondeadas, variando a ovales u ovadas, mitades iguales, cavidad de mediana profundidad y anchura, abrupta, sutura muy superficial o una línea, ápice redondeado; epidermis tiene piel dura, amarga, que se separa fácilmente, con color rojo grosella claro, cubierto de pruina espesa,  puntos dispersos, grandes, rojizos, conspicuos, agrupados alrededor del ápice; Pedúnculo de longitud mediano, calibre delgado, glabro, adherido al fruto; pulpa de color amarillo dorado, con textura algo fibrosa, tierna, fundente y de sabor dulce junto a la piel, con cierta astringencia cerca del centro, de sabor suave pero agradable, justo en calidad.
Hueso adherido, mediana, ovalada, turgente, muy ligeramente aplanada y con cuello en la base, de punta abrupta en el ápice, rugosa; sutura ventral roma, ligeramente surcada; sutura dorsal con un surco bastante ancho de mediana profundidad.
Fruto temprano, temporada muy larga, su tiempo de recogida de cosecha de fruta tardía, período de maduración de duración media.

## Progenie
La variedad de ciruela 'Robinson' es el "Parental Madre" de la nueva variedad de ciruela 'America'.

## Usos
Utilizada como postre fresco en mesa, y en elaboraciones culinarias varias.
'Robinson' ha sido durante mucho tiempo una de las variedades más conocidas de su especie, aunque probablemente sea inferior en caracteres frutales al menos a varios otros tipos de P. munsoniana.
Puede valer la pena cultivar Robinson en los Estados del Sur y en los Estados de las Llanuras, pero no se puede recomendar para ningún propósito en los Estados del Norte.